# Холангіт
Холангі́т (лат. cholangitis, від грец. χολή — «жовч» + дав.-гр. ἄγγος — «судина», «порожнина»), ангіохоліт (лат. angiocholitis) — неспецифічне запалення жовчних проток внаслідок проникнення в них різноманітних збудників з жовчного міхура, кишечника, кровоносних та лімфатичних судин.

## Історія вивчення холангіту
Холангіт уперше був виділений Ж.-М. Шарко в 1877 р. у вигляді тріади клінічних ознак: ознобу, гарячки й жовтяниці (так звана тріада Шарко). У 1903 р. Роджерс відзначив зв'язок між гнійним холангітом, обструкцією жовчних проток і абсцесами печінки у хворого, що помер після невдалої спроби вилікувати холестаз.
У 1959 р. американські лікарі Б. М. Рейнольдс і Е. Л. Дарган охарактеризували гострий обтураційний холангіт як окремий клінічний синдром, що вимагає негайної декомпресії. Вони додали до тріади Шарко помутніння свідомості, шок і летаргію, які розвиваються внаслідок нагромадження в жовчних протоках жовчі з гноєм під тиском, що наростає невпинно, при повній обструкції термінального відділу холедоха. Цей набір симптомів отримав назву «пентади Рейнольдса».

## Етіологія та патогенез
У походженні холангіту основне значення має бактеріальна флора (кишечна паличка, ентерококи, стрептококи, сальмонели, синьогнійна паличка, протеї, анаероби), рідше гельмінти.
У більшості випадків холангіт супроводжує холецистит та жовчнокам'яну хворобу, але може розвиватися як самостійна хвороба. У його виникненні велике значення має застій жовчі, внаслідок закупорки загальної жовчної протоки каменем, аскаридою або стисканням її чи фатерова соска пухлиною голівки підшлункової залози, при запаленні або рубцово-запальному звуженні фатерова соска тощо.
Запалення зазвичай спочатку розвивається у загальному жовчному протоці, а потім висхідним шляхом розповсюджується до найдрібніших внутрішньопечінкових жовчних ходів. Запальний ексудат у печінкових жовчних ходах спричинює їхню обтурацію, що може призвести до розвитку множинних внутрішньопечінкових абсцесів. При їхньому прориві утворюється піддіафрагмальний абсцес, перитоніт, виникають й інші ускладнення.
За характером запального процесу холангіти ділять на гострі (катаральні, гнійні, дифтерійні) та хронічні.

## Клінічні прояви
Хвороба проявляється
- тупим болем у ділянці печінки,
- болючістю при пальпації у правому підребер'ї та постукуванні (перкусії) у ділянці печінки по міжреберному проміжку,
- збільшенням розмірів печінки,
- жовтяницею,
- високою гарячкою з ознобом.

При дослідженні крові виявляється лейкоцитоз, підвищення ШОЕ.

## Лікування
Застосовують антибіотики широкого спектра дії: левоміцетин, сигмаміцин, ауроміцин.
При призначенні антибіотикотерапії необхідно враховувати здатність антибіотика проникати в жовч.
Факторами, що впливають на екскрецію антибіотиків у жовч, є: молекулярна маса препарату, його полярність і метаболізм у печінці.
Роль кожного із цих факторів не уточнена, і абсолютних правил немає. Тим часом установлено, що антибіотики з молекулярною масою нижче 500—600 у жовч надходять важко та в основному виділяються із сечею. Так, рифаміцин (молекулярна маса 811) і еритроміцин (молекулярна маса 734) добре виділяються в жовч, а циклосерин (молекулярна маса 102) не виділяється, хоча оксигенація змінює полярність розчинних у жирах антибіотиків, а утворення їхнього глюкуроніду збільшує молекулярну вагу.
Яким би не був механізм транспорту антибактеріальних препаратів через гепатоцит, тільки 1 % від уведеної дози потрапляє в добовий обсяг жовчі, і максимальна концентрація становить 1 мг/мл. Вважається, що концентрація антибіотиків у жовчі знижується при порушеній функції печінки, а при повній обтурації проток вони взагалі не потрапляють у жовч.
Однак, існує думка, що концентрація антибіотику в жовчі не так важлива, тому що основне лікування повинне бути спрямоване проти маніфестації септичних проявів і тому важливіше концентрація антибіотика в крові. До того ж немає жодної кореляції між концентрацією антибіотиків у жовчі та їхній ефективності. Тому такий антибіотик, як гентаміцин, що має середню концентраційну здатність у жовчі, ефективніший, ніж антибіотики зі значно більшою концентраційною здатністю.

### Характеристика ефективності антибіотикотерапії
| Препарати                                             | Ефективність при холангіті |
| Тетрацикліни                                          | Попри високу концентрацію в жовчі, мають в 1000 разів нижчу антимікробну активність у ній, ніж у крові. |
| Пеніциліни                                            | При нормальній функції печінки ампіцилін у високій концентрації накопичується в жовчі й впливає на більшість жовчних патогенів. При оральному застосуванні концентрація вище, ніж при парентеральному.                                                                           |
| Уреїдопеніциліни, мезлоцилін, азлоцилін і піперацилін | Мають найбільшу концентрацію й при нормальній функції печінки 20 % дози потрапляє в жовч. |
| Цефалоспорини                                         | Попри великий арсенал цього ряду, жоден не впливає на Enterococcus faecalis. При парентеральному застосуванні цефазолін і цефуроксим активні проти інших жовчних патогенів і навіть Pseudomonas aeruginosa. При застосуванні усередину відзначається найбільше виділення в жовч. |
| Аміноглікозиди                                        | Концентрація гентаміцину й амікацину в жовчі становить половину їхньої концентрації в сироватці. Вони впливають майже на всі мікроби в жовчі, крім Pseudomonas aeruginosa. |
| Кліндаміцин і лінкоміцин                              | Активні проти анаеробів, але часто викликають псевдомембранозний коліт |
| Хлорамфенікол                                         | Не накопичується в жовчі. |

Більшість авторів рекомендують при гострому обтураційному холангіті починати терапію ще до одержання даних дослідження чутливості до антибіотиків із застосуванням уреїдопеніциліну (мезлоциліну) і цефалоспоринів (цефотаксиму). Необхідне додавання препаратів метронідазолу. При септицемії антибіотики вводять внутрішньовенно разом із рідинами ще до дренування жовчних проток. При рецидивному холангіті й частковій обтурації проток хворі часто перебувають на амбулаторному лікуванні, тому що госпіталізація із приводу кожного нападу неможлива. Рекомендується вживання таких оральних антибіотиків, як ко-тримоксазол.
Запропоновані такі комбіновані схеми застосування антибактеріальних препаратів при гнійному холангіт і:
1)    гентаміцин + далацин + таривід;
2)    карбеніцилін + клафоран + метронідазол.
Згідно з сучасними рекомендаціями, препаратами вибору при гострому холециститі або холангіті є амоксицилін/клавуланат, ампіцилін/сульбактам або цефалоспорини II—III покоління (цефуроксим, цефотаксим, цефтріаксон або цефоперазон) у сполученні з
метронідазолом або цефоперазоном/сульбактамом. Як альтернативні препарати — ампіцилін у сполученні з аміноглікозидами (гентаміцин, тобраміцин або нетилміцин) і метронідазолом або ж цефепім у сполученні з метронідазолом; інша можлива комбінація — фторхінолони внутрішньовенно (ципрофлоксацин, офлоксацин або пефлоксацин) з метронідазолом.
Антибактеріальну терапію проводять до регресу ознак запального процесу.

## Профілактика
Зводиться до дотримання дієти, усуненню джерел інфекції в організмі.